# Cera (aves)

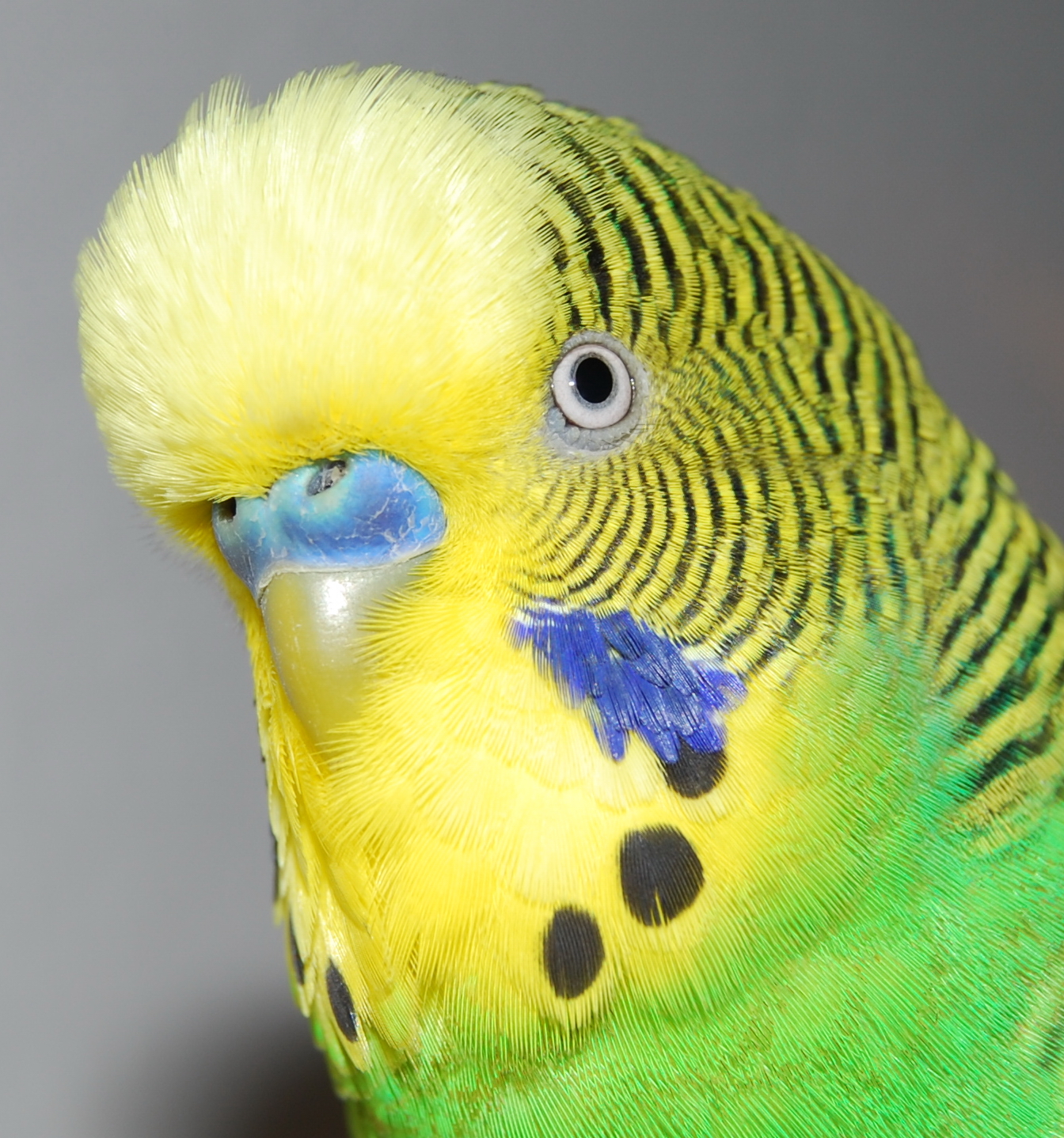
Periquito australiano (Melopsittacus undulatus). La cera se aprecia encima del pico, que tiene un color diferente dependiendo del sexo (azul: machos; rosa o pardo: hembras).

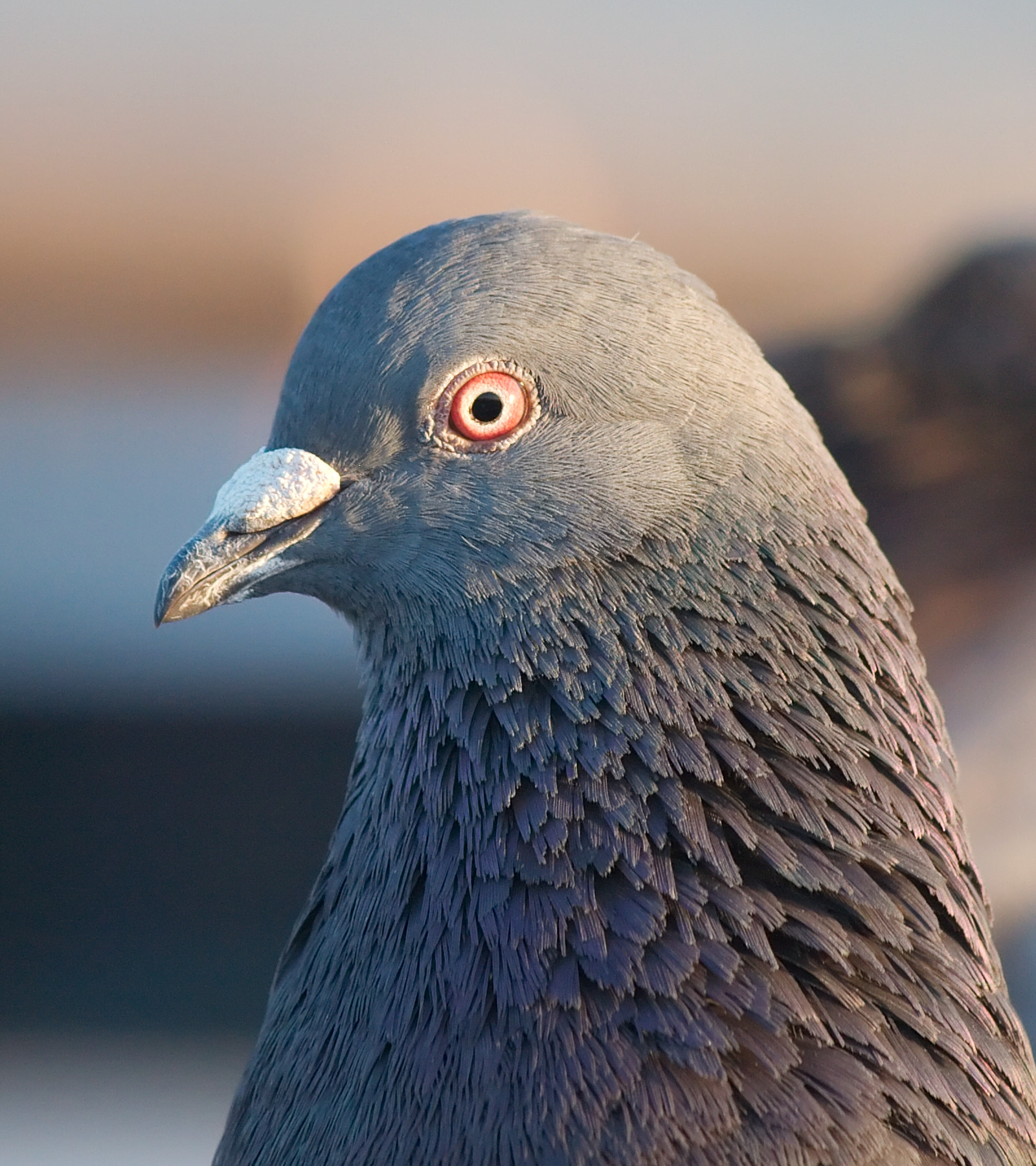
Paloma bravía (Columba livia). La cera se aprecia en la parte superior del pico, con un distintivo color blanco grisáceo.

La cera es una membrana carnosa, con el aspecto de una hinchazón suave, que se encuentra en la parte superior del pico de algunas aves, como periquitos, palomas, algunos loros, halcones y págalos, entre otras. La cera desempeña un papel en la indicación de la etapa reproductiva de ciertas aves dimorfas y desempeña una función en la respiración.

## Características físicas
La cera se encuentra situada en la parte superior del pico, a menudo con una textura cerosa. Su color puede variar de unas especies a otras y también según la estación del año. La cera rodea las narinas. La forma de la cera varía también según la especie, así, por ejemplo, en los halcones la apertura de la cera tiene una forma casi circular.

## Papel en la respiración
Las narinas se encuentran situadas en el interior de la cera y se unen con el interior del pico, que a su vez está relacionado con el sistema respiratorio. Así, la cera desempeña un papel importante en la respiración y la protección de las narinas.

## Papel en la distinción del sexo o del ciclo reproductivo
Los periquitos australianos (Melopsittacus undulatus) presentan un claro dimorfismo sexual y la cera de los machos se vuelve azul brillante al alcanzar la madurez, mientras que la de las hembras se vuelve bronceada. La cera de los periquitos hembras también aparecen arrugados en mayor grado durante los períodos de fertilidad. Los ejemplares inmaduros tienen la cera lisa y de color rosa pálido.
El color o la ausencia de la cera se puede utilizar para distinguir entre machos y hembras en algunas especies. Por ejemplo, el macho del hocofaisán (Crax rubra) tiene una llamativa cera de color amarillo, mientras que la hembra (o los machos jóvenes) carecen de ella.